# 矢部雅史
矢部 雅史（やべ まさひと、1970年7月6日 - ）は、日本の男性声優。オフィス ワタナベ所属。埼玉県出身。

## 人物
勝田声優学院卒業。
かつては劇団21世紀FOXに所属し、2009年9月までは元氣プロジェクトに所属していた。
趣味は格闘技観戦、ドラム、ボクシング、ドライブ。特技はものまね（ラジオのものまね大賞で準優勝）。
以前の事務所では、生年月日が「1970年7月9日」と記載されていたが、これは誤りで正しい生年月日は「1970年7月6日」。

## 出演
太字はメインキャラクター。

### テレビアニメ
1996年
- 勇者指令ダグオン（ヒドー、ザゴス星人、シード星人 他）

1997年
- スーパーフィッシング グランダー武蔵（スタッフ2）
- 名探偵コナン（1997年 - 2018年、田中、西本誠、強盗犯B、下倉和也、沖田光夫、阪場論平、北尾充）
- 勇者王ガオガイガー（安藤弘二）
- 夢のクレヨン王国（六法全書の看守、カメレオン、白バイ、二枚目カッパ、フラミンゴの医者 他）

1998年
- serial experiments lain（声）
- DTエイトロン（海の少年B）

1999年
- 宇宙海賊ミトの大冒険（瀬我） - 2シリーズ
- ∀ガンダム（少年H）
- 日本一の男の魂（柴田勝三）

2000年
- 風まかせ月影蘭
- Di Gi Charat シリーズ（2000年 - 2001年、ブラックゲマゲマ団、宅配くん） - 2シリーズ
- 六門天外モンコレナイト（インプのルッテ、エンペラー・アース・ドラゴン 他）

2001年
- おじゃる丸（2001年 - 2016年、冬将軍、ナレーション、タル子父、満月堂 他）
- ギャラクシーエンジェル（2001年 - 2003年、審判、知ってお得くん） - 2シリーズ
- GROOVE ADVENTURE RAVE（カレン・ボーグ、帝国兵士）
- SAMURAI GIRL リアルバウトハイスクール（忍者A、生徒A、ボクシング同好会男、モヒカンA）
- チャンス〜トライアングルセッション〜（司会、MC）
- ナジカ電撃作戦
- フルーツバスケット（男子B、叔母の息子、草摩の者B、板長、一年男子生徒1 他）

2002年
- Witch Hunter ROBIN（男A、医師A、賭博師、所員）
- 激闘!クラッシュギアTURBO（モハメド・ラムジー）
- スパイラル －推理の絆－（亀人形）
- デジモンフロンティア（マッシュモン）
- 電光超特急ヒカリアン（特車隊ファイヤーネックス、ライトニングイースリーレーサー、イチゴリアン）
- ぱにょぱにょデ・ジ・キャラット（パン屋のおじさん）
- まほろまてぃっく 〜もっと美しいもの〜（キャナン博士）

2003年
- クラッシュギアNitro（フィールド屋、JC、ブロンコ・ブロンゾン）
- 時空冒険記ゼントリックス（伝令ロボ、チャピ・ベリー）
- 出撃!マシンロボレスキュー（ガラゴロ、強盗、高井）
- デ・ジ・キャラットにょ（銭湯ムッシュ）
- HAPPY★LESSON ADVANCE（武智小五郎）
- MOUSE（屋台の親父）

2004年
- 陰陽大戦記（2004年 - 2005年、青錫のツクモ、赤銅のイソロク、秋水のエレキテル、ゼンジョウ、ライホウ 他）
- GANTZ（西丈一郎）
- 機動戦士ガンダムSEED DESTINY（アナウンサー、士官、兵、オペレーター 他）
- サムライチャンプルー（渋井友之進）
- 十兵衛ちゃん2 -シベリア柳生の逆襲-（ホワイトタイガー仁左衛門）
- スクールランブル（ガキ大将）
- DAN DOH!!（石神一郎）
- 超ぽじてぃぶ! ファイターズ（岩本勉、次郎、虎魔人、巨星）
- BLEACH（車谷善之助、ペキュネス）

2005年
- アイシールド21（金串佐助）
- あまえないでよっ!!（2005年 - 2006年、老人、ボクシング部部長、藤堂、演劇部員、教師）
- おねがいマイメロディ（関山弘昭、松岡）
- ギャグマンガ日和（2005年 - 2025年、煬帝、ハリス、大工、船頭、浦島太郎、伊達政宗、ロボット研究所所長、伊能忠敬、マジック三井 他） - 5シリーズ
- 地獄少女（宮部）
- 魔法先生ネギま!（アルベール・カモミール）
- 南の島の小さな飛行機 バーディー（パンチョス）
- 蟲師（2005年 - 2014年、ワタリ、朔の兄、蟲、船頭、ヤスの父親 他） - 2シリーズ + 特別編

2006年
- うっかりペネロペ（花屋のおじさん）
- エア・ギア（プラグマン）
- ケモノヅメ（いちぢく弓八、デコ）
- ゴーストハント（男→浦戸）
- つよきす Cool×Sweet（鮫氷新一）
- デジモンセイバーズ（ピコデビモン）
- 内閣権力犯罪強制取締官 財前丈太郎（稲葉）
- ネギま!?（アルベール・カモミール） - 第21話のサブタイトル題字（2枚目）と提供イラスト（ED後）も担当。
- 妖逆門（華院要）
- 働きマン（編集者C）
- ぷるるんっ!しずくちゃん（2006年 - 2013年、つむりん、でんでん） - 3シリーズ

2007年
- シャンプー王子（クレンザー大臣、ドロテア）
- 瀬戸の花嫁（猿飛秀吉、オクトパス中島、俊おじさん）
- ブーンドックス（ア・ピンプ・ネームド・スリックバック）
- MOONLIGHT MILE（ミゲール、トーマス、ベタッキ） - 2シリーズ
- レ・ミゼラブル 少女コゼット（テナルディエ）

2008年
- 恋姫†無双（2008年 - 2010年、チビ、重臣、庄屋） - 3シリーズ
- ゴルゴ13（アーロン・マックスウェル）
- しゅごキャラ!!どきっ（岩垣タクマ）
- ネットゴーストPIPOPA（2008年 - 2009年、パット、風間ジン）
- バトルスピリッツ 少年突破バシン（2008年 - 2009年、警備員B、ディレクター、監督）
- ポルフィの長い旅（ジッツァーリ）
- まめうしくん（ひまりす）
- 我が家のお稲荷さま。（貝）

2009年
- にゃんこい!（爺）
- バトルスピリッツ 少年激覇ダン（チュー、マスター、兵士、ランデル、田中一郎 他）
- ファイト一発!充電ちゃん!!（バイタくん）
- フレッシュプリキュア!（シンバル猿）
- 夢色パティシエール（坂口洋輔）
- RIDEBACK -ライドバック-（暴走族・元木）

2010年
- イナズマイレブン（2010年 - 2011年、ラボック・ヘンクタッカー、ベント・ガリアーノ、ガト）
- Angel Beats!（岩沢の父）
- クレヨンしんちゃん（男性B、古田割安弘）
- ケロロ軍曹（ケロン人男）
- ぬらりひょんの孫（2010年 - 2011年、河童、蛇太夫、遠野河童） - 2シリーズ

2011年
- 神のみぞ知るセカイ シリーズ（2011年 - 2013年、レスラーオバシ、歩美の父） - 2シリーズ
- SKET DANCE（イエティー、審判、黄孫〈弟〉、マスター、ホウスケ、じいや）
- デュエル・マスターズ ビクトリー（シャチホコ〈カイザー〉）
- トリコ（ベイ）
- 猫神やおよろず（田の神、勝堂〈桜神〉）
- バトルスピリッツ 覇王（2011年 - 2012年、巽デンジロウ）
- ファイ・ブレイン 神のパズル（武田ナオキ）
- へうげもの（吉良氏朝、黄允吉、山上道七、岩井備中守 他）
- 星空へ架かる橋（ラーメン屋の店主）
- みつどもえ 増量中!（カニラゴン）

2012年
- イクシオン サーガ DT（ゲオルギュー）
- 神様はじめました（2012年 - 2015年、ペロン妖怪、天狗A） - 2シリーズ
- クイーンズブレイド リベリオン（ドゴール）
- さんかれあ（ドライバー / 運転手）
- 人類は衰退しました（ボスチキン、妖精さん）
- NARUTO -ナルト- SD ロック・リーの青春フルパワー忍伝（悪魔）
- FAIRY TAIL（ケツプリ団子分、大司教）

2013年
- 惡の華
- 最強銀河 究極ゼロ 〜バトルスピリッツ〜（不屈のザード）
- ジュエルペット ハッピネス（真田才蔵）
- DD北斗の拳（2013年 - 2015年、ハート、ジャギ〈2代目〉、ジバイセキニャン〈代役〉、赤シャチ、ハン 他） - 2シリーズ
- 波打際のむろみさん（ヒトデA、ムラサキウニ、イルカ2、シーラカンス、ウミガメ、DJ）
- 幕末義人伝 浪漫（三番勝負アナ）
- ビーストサーガ（パニキス、リトルベア）
- 遊☆戯☆王ZEXAL II（蚊忍者）

2014年
- ウィザード・バリスターズ 弁魔士セシル（矢部弁魔士）
- 怪盗ジョーカー（2014年 - 2016年、DJ・ピーコック、サンダースネーク） - 4シリーズ
- ハマトラ（大木）
- 妖怪ウォッチ（2014年 - 2023年、ホノボーノ、ノガッパ、イケメン犬、ラストブシニャン、和尚、モテヌス、やめたい師、ドケチング、キライギョ、オニギリくん、ワカメくん、ウォッチ音、ばくそく、イガイガグリ、魔ウンテン、ネガディブーン、しょうブシ、自慢ハッタン、ちらかし家来、やぶれかぶれ院長、焼きおに斬り、つづかな僧、ハッキング、ヒョウヘンヌ、ベンケイ、なみガッパ、ギーくん、ひとまか仙人、チョコボー②、もうせん和尚、インジャネーノ 他） - 3シリーズ

2015年
- 暗殺教室（2015年 - 2016年、高田長助） - 2シリーズ
- うしおととら（鏡魔）
- カードファイト!! ヴァンガードG（2015年 - 2017年、刈谷スギル） - 2シリーズ
- Go!プリンセスプリキュア（伊集院キミマロ）
- 干物妹!うまるちゃん（2015年 - 2017年、なっすー、父） - 2シリーズ
- 夜ノヤッターマン（ささやきレポーター、ヤッター兵）

2016年
- 坂本ですが?（小林茂 、教師）
- 夏目友人帳 伍（名取の父）
- リルリルフェアリル（2016年 - 2018年、ベニテング、ハエトリー、ぼっくり先生、マッシュ教授 他） - 3シリーズ

2017年
- タイムボカン24（アームストロング）
- TSUKIPRO THE ANIMATION（野本真也、浜木、ドラマナレーション）

2018年
- 恋は雨上がりのように（大塚）
- ハクメイとミコチ（赤面丸）
- 妖怪ウォッチ シャドウサイド（2018年 - 2019年、チャーリー / ゴーストサイクル、マッシュバーバー / 切裂きジョーカー、窯元熱 / 窯ドウ魔、キュウビ、メラメライオン、阿修羅）
- ベイブレードバースト 超ゼツ（カイル・ハキム）
- 悪偶 -天才人形-（黄鶯鶯〈偽物〉 / ヒルソン・ロック）
- ゾイドワイルド（2018年 - 2019年、ラッキョー）

2019年
- ブギーポップは笑わない（刑事）

2021年
- 蜘蛛ですが、なにか?
- ドラゴン、家を買う。（サハギン）
- マジカパーティ（2021年 - 2022年、アカトリシロウ、ノコクワガ）

2022年
- BLEACH 千年血戦篇（2022年 - 2024年、車谷善之助） - 2シリーズ
- 僕とロボコ（2022年 - 2023年、生徒2、Dr.モッコス、牛太郎）

2024年
- ニンジャラ（小槌）

2025年
- ドラえもん（テレビ朝日版第2期）（オジサン、校長先生）

### 劇場アニメ
1998年
- がんばれゴエモン 地球救出大作戦（イタカロー）

2000年
- 劇場版 六門天外モンコレナイト〜伝説のファイア ドラゴン〜（村人）

2001年
- Di Gi Charat 星の旅（ブラックゲマゲマ団）

2005年
- 機動戦士ΖガンダムII A New Translation -恋人たち-（士官）

2006年
- 機動戦士ΖガンダムIII A New Translation -星の鼓動は愛-（サマーン）

2009年
- 映画 フレッシュプリキュア! おもちゃの国は秘密がいっぱい!?（シンバル猿）

2010年
- 昆虫物語 みつばちハッチ〜勇気のメロディ〜（トンタ）

2011年
- 劇場版 魔法先生ネギま! ANIME FINAL（アルベール・カモミール）

2014年
- 映画 妖怪ウォッチ 誕生の秘密だニャン!（ホノボーノ、イケメン犬、ノガッパ、ドウ）

2015年
- 映画 妖怪ウォッチ エンマ大王と5つの物語だニャン!（フウ）

2016年
- 映画 妖怪ウォッチ 空飛ぶクジラとダブル世界の大冒険だニャン!（ノガッパ）

2017年
- 映画 妖怪ウォッチ シャドウサイド 鬼王の復活（キュウビ、メラメライオン）

2018年
- 映画 妖怪ウォッチ FOREVER FRIENDS（見張り）

2021年
- 映画 妖怪ウォッチ♪ ケータとオレっちの出会い編だニャン♪ワ、ワタクシも〜♪♪（ホノボーノ）

2023年
- 妖怪ウォッチ♪ ジバニャンvsコマさん もんげー大決戦だニャン（インジャネーノ）

### OVA
1999年
- 太陽の船 ソルビアンカ（ドルフィン号オペレーターC）

2001年
- アニメーション制作進行くろみちゃん（追浜正人、津プロデューサー、原画マン、酔っ払いA）

2002年
- Happy World!（大村猛）

2003年
- Di Gi Charat劇場 ぴよこにおまかせぴょ!（ブラックゲマゲマ団員A、宇宙仙人、なっとー屋）
- ランジェリー戦士パピヨンローゼ（マスター）

2004年
- 機動戦士ガンダム MS IGLOO 1年戦争秘録（スチュアート）
- トランスフォーマー ロボットマスターズ（スターセイバー、ビクトリーセイバー、ウィングスタン）
- まかせてイルか!（ヒロキ）

2006年
- 機動戦士ガンダムSEED C.E.73 STARGAZER（クルーガー）
- ネギま!?春スペシャル!?（アルベール・カモミール）
- ネギま!?夏スペシャル!?（アルベール・カモミール）

2007年
- 装甲騎兵ボトムズ ペールゼン・ファイルズ（ゲレンボラッシュ・ドロカ・ザキ）

2008年
- 機動戦士ガンダム MS IGLOO 2 重力戦線（第四分隊兵、ジオン軍パイロット）
- 瀬戸の花嫁OVA（猿飛秀吉）
- デトロイト・メタル・シティ（ファンB、シゲおじちゃん、ファン、DMCファン、消防士A、ブルー、若者A）
- 魔法先生ネギま! 〜白き翼 ALA ALBA〜（アルベール・カモミール）

2009年
- 魔法先生ネギま! 〜もうひとつの世界〜（アルベール・カモミール）

2011年
- カーニバル・ファンタズム（体育教師）
- 怪物王女「特急王女」（車掌）
- 地獄に道連れ!ケルベロッテちゃん♡ 銀河鉄道編（車掌）
- 怪物王女「孤島王女」（ホテルマン）

2013年
- SKET DANCE（ホウスケ）※コミックス第29巻DVD同梱版

### Webアニメ
- 幕末機関説 いろはにほへと（2006年、恵比須の頭巾、ルーク）
- ゆとりちゃん（2010年、綾小路・バブルイス・金守）
- 花のずんだ丸（2013年）[21]
- 爆丸レジェンズ（2023年、ティム・ブラッケン）

### ゲーム
1998年
- 新世代ロボット戦記ブレイブサーガ（宇宙蟻ザゴス星人、ワルガイア星人ヒドー）

2002年
- GALAXY ANGEL（ベルモット・マティン）

2003年
- サモンナイト3（オウキーニ、ディエルゴ）

2005年
- GANTZ THE GAME（西丈一郎）
- 機動戦士ガンダム 一年戦争（ジオン兵）
- 魔法先生ネギま! 1時間目 お子ちゃま先生は魔法使い!（アルベール・カモミール）
- 魔法先生ネギま! 2時間目 戦う乙女たち! 麻帆良大運動会SP!（アルベール・カモミール）

2006年
- 機動戦士ガンダム クライマックスU.C.（アクシズ士官A、ネオ・ジオン兵A、ロンド・ベル士官B）
- 機動戦士ガンダム Target in Sight（一般兵）
- キャプテン翼（アナウンサー）
- サモンナイト4（グランバルド、オヤカタ）
- true tears（森岡陸）
- ネギま!? 3時間目 恋と魔法と世界樹伝説!（アルベール・カモミール）
- ネギま!? 超 麻帆良大戦 かっとイ〜ン☆契約執行でちゃいますぅ（アルベール・カモミール）
- 魔法先生ネギま! 課外授業 乙女のドキドキ ビーチサイド（アルベール・カモミール）

2007年
- SDガンダム GGENERATION（2007年 - 2016年、ジェイク・ガンス、ウッヒ・ミュラー） - 2作品
- ガンダム無双（一般兵〈エース2〉、一般兵〈ルーキー1〉）
- 機動戦士ガンダム MS戦線0079（兵士）
- ネギま!? 超麻帆良大戦チュウ チェックイ〜ン 全員集合!やっぱり温泉来ちゃいましたぁ（アルベール・カモミール）
- ネギま!? どりーむたくてぃっく 夢見る乙女はプリンセス（アルベール・カモミール）
- ネギま!? ネオ・パクティオーファイト!!（アルベール・カモミール）

2008年
- ガンダム無双2（一般兵）
- スーパーロボット大戦Z（シベ鉄隊員）
- true tears 〜トゥルーティアーズ〜（森岡陸）

2009年
- PIPOPA×DS@ダイボウケン!!!（パット）

2010年
- イナズマイレブン3 世界への挑戦!!（ヘンクタッカー）
- 絶対ヒーロー改造計画（悪魔将軍・田中デスダーク、ホセ・ガスパチョ）

2011年
- イナズマイレブン ストライカーズ（2011年 - 2012年、ラボック・ヘンクタッカー、ベント・ガリアーノ、ジュゼッペ・カンナバロ） - 3作品
- 機動戦士ガンダム 新ギレンの野望（連邦士官D）
- 第2次スーパーロボット大戦Z 破界篇/再世篇（ゲレンボラッシュ・ドロカ・ザキ、FB隊員）
- トリコ グルメサバイバル!（ベイ）

2013年
- スーパーロボット大戦Operation Extend（ゲレンボラッシュ・ドロカ・ザキ）
- 妖怪ウォッチ（ノガッパ、ホノボーノ、ヒョウヘンナ、赤鬼、つられたろう丸、やぶれかぶれ院長 他）

2014年
- スーパーヒーロージェネレーション（ヒュドラ）
- 妖怪ウォッチ2 元祖/本家/真打（ホノボーノさん、ばくそくコーチ、ノガッパ、焼きおに斬り、ひとまか仙人 他）
- 第3次スーパーロボット大戦Z 時獄篇（FB隊員）

2015年
- 妖怪ウォッチバスターズ 赤猫団/白犬隊（ナメクジ軍曹、日ノ神 他）
- 妖怪ウォッチ ぷにぷに

2016年
- 妖怪三国志（ノガッパ姜維、ホノボーノ孫堅 他）
- 妖怪ウォッチ3 スシ/テンプラ/スキヤキ（アフロ13、シングコング、ダメジャナイン、ちらかし家来、ヒマ神、まるナゲット、ミス・テリー、魔ウンテン、枕返し、モ作、ヨッチャ〜、ラストブシニャン、大黒天、ゾンビ、インジャネーノ、カミナラス五郎、マーク・シャッチーバーグ 他）
- ラチェット&クランク THE GAME（ゼッド）

2017年
- 妖怪ウォッチバスターズ2 秘宝伝説バンバラヤー ソード/マグナム（ペラペライオン、オリジン、ファントム、ギーくん、ハッキング 他）

2018年
- 妖怪三国志 国盗りウォーズ
- ベイブレードバースト バトルゼロ（カイル・ハキム）

2019年
- 妖怪ウォッチ4 ぼくらは同じ空を見上げている / 4++（ノガッパ、ワカメくん、チャーリー / ゴーストサイクル、キュウビ、メラメライオン 他）
- 妖怪ウォッチ1 for Nintendo Switch（ノガッパ、ホノボーノ、ヒョウヘンヌ、ヒョウヘンナ、つづかな僧 他）

2020年
- 妖怪学園Y 〜ワイワイ学園生活〜（山吹鬼、モテマクール、モテヌス）

2022年
- モンスターストライク（2022年 - 2023年、キナロ、センポクカンポク）

2025年
- グランブルーファンタジー（アルベール・カモミール ）

### ドラマCD
- 悪魔のミカタ ドラマCD（三束元生〈部長〉）
- 石黒和臣氏の、ささやかな愉しみ（男性社員1）
- いつでも召喚!サモンナイト4 Vol.1、2（グランバルド）
- エンジェル・ハウリング2 戦慄の門 ―from the aspect of FURIU（スィリー）
- 陰陽大戦記 スペシャルサウンドトラック 虎の巻（赤銅のイソロク）
- 風まかせ月影蘭（矢部陣十郎）
- かみさまのいうとおり!（谷恭士、坂）
- グラビテーション（新堂愁一）
- 恋の〜シリーズ 2 恋のシーズニング（井筒景太郎）
- 此花 KONOHANA:TrueReport（刑事）
- SH@PPLE -しゃっぷる-（大道寺）
- つよがり（学級委員長）
- ナデプロ!!（マネージャー）
- 願い叶えたまえ II（組員）
- 春を抱いていた 3（レポーター）
- スレイヤーズVSオーフェン〜史上最悪の邂逅〜（執事）
- ミス・キャスト 14 最終章 決断のとき（橋本）
- ぷるるんっ!しずくちゃんシリーズ（つむりん）
  - ぷるるんっ!しずくちゃん オリジナルアルバム しずくの森の音楽会
  - ぷるるんっ!しずくちゃん ソングコレクション しずくの森のヒットパレード!!
  - ぷるるんっ!しずくちゃん あはっ☆ オリジナルアルバム ぷるおとファンタジー
- 法律事務所に恋が咲く
- 魔法先生ネギま! ドラマCD Vol.3（アルベール・カモミール）
- 魔法先生ネギま! 〜白き翼 ALA ALBA〜言っておきたい事がある!（アルベール・カモミール）
- 誘惑-temptation-
- WORKDAY WARRIORS 〜恋におちて〜（杉山慶吾）

### 吹き替え

#### 映画
- スー・チー in ヴィジブル・シークレット（サイモン）
- デッドコースター（キンバリーの友人）※テレビ東京版
- トランサー 霊幻警察（サム）
- ベッカムに恋して

#### ドラマ
- シスターズ
- 少林七傑（盗賊の頭）
- ヒーロー（オ刑事）

#### アニメ
- SING/シング（バブーン）

### 特撮
- 烈車戦隊トッキュウジャー（2014年、ウィッグシャドーの声）

### ラジオドラマ
- 花の慶次（2014年、本間左馬助、治作）

### パチンコ
- CR魔法先生ネギま!（2017年、カモ君〈アルベール・カモミール〉[25]）

### その他コンテンツ
- ギャグマンガ日和（ジャンプフェスタ版）（社長、先生）
- ケータイラジオ館 - メインパーソナリティー
- 生やべ郎 - メインパーソナリティー
- ケツノポリス5 （ケツメイシ） - ナレーター役
- ドラえもん＆Fキャラオールスターズ すこしふしぎ超特急[26]

## ディスコグラフィ

### キャラクターソング
| 発売日   | 商品名                                                     | 歌 | 楽曲                    | 備考                                                          |
| 2008年   | 2008年                                                     | 2008年 | 2008年                  | 2008年                                                        |
| -------- | ---------------------------------------------------------- | --- | ----------------------- | ------------------------------------------------------------- |
| 2月27日  | 瀬戸の花嫁 歌謡全集 人魚篇                                 | 海（小野大輔）&サル（矢部雅史） | 「Psychedelic Brother」 | アニメ『瀬戸の花嫁 』関連曲                                   |
| 2010年   |                                                            | |                         |                                                               |
| 11月17日 | 魔法先生ネギま! 〜もうひとつの世界〜 Theme Song Collection | ネギ・スプリングフィールド（佐藤利奈）、犬上小太郎（井上麻里奈）、長谷川千雨（志村由美）、アルベール・カモミール（矢部雅史）、ジャック・ラカン（小山力也）、エヴァンジェリン・A・K・マクダウェル（松岡由貴）、クウネル・サンダース（小野大輔） | 「Get a Chance!」       | OVA『魔法先生ネギま! 〜もうひとつの世界〜』エンディングテーマ |

### シリーズ一覧
1. ↑  第1期（1999年）、第2期『2人の女王様』（1999年）
2. ↑  『クリスマススペシャル』（2000年12月16日）、『お花見すぺしゃる』（2001年4月6日）
3. ↑  第1期（2001年）、第3期『AA』（2003年）
4. ↑  第1期（2005年）、第2期『2』（2006年）、第3期『3』（2008年）、第4期『+』（2010年）、第5期『GO』（2025年）[10]
5. ↑  第1期（2005年 - 2006年）、特別篇『日蝕む翳』（2014年1月4日）、第2期『続章』（2014年）
6. ↑  第1期（2006年 - 2007年）、第2期『あはっ☆』（2007年 - 2008年）、第3期『ぴっちぴち♪しずくちゃん』（2012年 - 2013年）
7. ↑  1stシーズン『-Lift off-』（2007年）、2ndシーズン『-Touch down-』（2007年）
8. ↑  第1期（2008年）、第2期『真・恋姫†無双』（2009年）、第3期『真・恋姫†無双 〜乙女大乱〜』（2010年）
9. ↑  第1期（2010年）、第2期『ぬらりひょんの孫 〜千年魔京〜』（2011年）
10. ↑  第2期『II』（2011年）、第3期『女神篇』（2013年）
11. ↑  第1期（2012年）、第2期『神様はじめました◎』（2015年）
12. ↑  第1期（2013年）、第2期『2』（2015年）
13. ↑  シーズン1（2014年 - 2015年）、シーズン2（2015年）、シーズン3（2016年）、シーズン4（2016年）
14. ↑  『妖怪ウォッチ』（2014年 - 2018年）、『妖怪ウォッチ!』（2019年）、『妖怪ウォッチ♪』（2021年 - 2023年）
15. ↑  第1期（2015年）、第2期（2016年）
16. ↑  第1期（2015年）、第4期『NEXT』（2017年）
17. ↑  第1期（2015年）、第2期『R』（2017年）
18. ↑  第1期『リルリルフェアリル〜妖精のドア〜』（2016年）、第2期『リルリルフェアリル〜魔法の鏡〜』（2017年）、第3期『おしえて魔法のペンデュラム〜リルリルフェアリル〜』（2018年）
19. ↑  第1クール（2022年）、第3クール『-相剋譚-』（2024年）
20. ↑  『SPIRITS』（2007年）、『GENESIS』（2016年）
21. ↑  『ストライカーズ』『2012エクストリーム』（2011年）、『GO 2013』（2012年）